# Kanton Le Port-2 Sud
Der Kanton Le Port-2 Sud war von 1988 bis 2015 ein französischer Wahlkreis im Arrondissement Saint-Paul des Übersee-Départements Réunion. Er umfasste einen Teil der Gemeinde Le Port.